# Bulgarske Rige
I Bulgariens og Europas middelalderhistorie, findes betegnelsen det Bulgarske Rige (bulgarsk: Българско царство , Balgarsko tsarstvo [ˈbəlɡɐrskʊ ˈt͡sarstvʊ] ), i to adskilte perioder: mellem det syvende og ellevte århundrede og igen mellem det tolvte og fjortende århundrede. De to "bulgarske imperier" behandles ofte som én stat genoprettet efter en periode med byzantinsk herredømme over dets territorium.

## Første bulgarske rige
Ikke længe efter det slaviske indtog blev Moesia (no) igen invaderet, denne gang af bulgarerne under Khan Asparukh. Deres horde var en rest af Det gamle Storbulgarien, et uddødt stammeforbund beliggende nord for Sortehavet i det, der nu er dele af Ukraine og Rusland. Asparukh angreb byzantinske områder i Moesia og besejrede de slaviske stammer der i 680.
En fredsaftale med det byzantinske imperium blev underskrevet i 681, hvilket markerede grundlaget for det første bulgarske imperium på territoriet både nord og syd for Donau-flodens nedre løb som en alliance mellem de regerende bulgarer og de talrige slaver i området, og bliver den ældste stadig eksisterende slaviske stat. Mindretallet af bulgarer dannede en tæt sammentømret regerende kaste.  Det beskrives normalt som at have varet mellem 681 og 1018, da det blev underkastet af det byzantinske imperium på trods af kejser Samuels voldsomme modstand.
Tervel fra Bulgarien, søn af Asparukh, var Khan i begyndelsen af det 8. århundrede. I 705 udnævnte kejser Justinian II ham til Cæsar, den første udlænding, der modtog denne titel.  Tervel spillede en vigtig rolle i at besejre araberne under belejringen af Konstantinopel i 717-718. Under Krums regeringstid i det tidlige 9. århundrede fordobledes det bulgarske territorium i størrelse og spredte sig fra den midterste Donau til Dnepr og fra Odrin til Tatrabjergene. Hans dygtige og energiske styre bragte lov og orden til Bulgarien og udviklede grundprincipperne for statsorganisation.
Bulgarien nåede gradvist sit kulturelle og territoriale højdepunkt i det 9. århundrede og begyndelsen af det 10. århundrede under prins Boris I og kejser Simeon den Store, da dets tidlige kristning i 864 tillod det at udvikle sig til det kulturelle og litterære centrum af det slaviske Europa, samt en af de største stater i Europa, og derfor betragtes perioden som guldalderen for middelalderlig bulgarsk kultur. Store begivenheder omfattede udviklingen af den kyrilliske skrift på Preslav Litteraturskole, som blev officiel i 893, og etableringen af liturgien på oldkirkeslavisk, også kaldet gammelbulgarsk.
I 971 blev hovedstaden Preslav besat af Kievan Rus. I 1018 sluttede det første bulgarske imperium, og Bulgarien blev en provins i det byzantinske rige.

## Det andet bulgarske rige
Den middelalderlige bulgarske stat blev genoprettet som det andet bulgarske imperium efter en vellykket opstand af to adelige fra Tarnovo, Asen og Peter, i 1185, og eksisterede indtil den blev erobret under den osmanniske invasion af Balkan i slutningen af det 14. århundrede, med datoen af dens underkastelse normalt angivet som 1396 (nogle mener dog det først var i 1422). Indtil 1256 var Det Andet Bulgarske Rige den dominerende magt på Balkan og besejrede det Byzantinske Rige i flere store kampe.
I 1205 besejrede kejser Kaloyan det nyoprettede latinske kejserrige i slaget ved Adrianopel. Hans nevø Ivan Asen II besejrede Despotatet af Epiros og gjorde Bulgarien til en regional magt igen. Under hans regeringstid spredte Bulgarien sig fra Adriaterhavet til Sortehavet, og økonomien blomstrede. Under Ivan Asen II i første halvdel af det 13. århundrede genvandt landet gradvist meget af sin tidligere magt, selvom dette ikke varede længe på grund af interne problemer og udenlandske invasioner.
Bulgarske kunstnere og arkitekter skabte deres egen karakteristiske stil. Indtil det 14. århundrede, i perioden kendt som den anden guldalder for bulgarsk kultur, blomstrede litteratur, kunst og arkitektur. Hovedstaden Tarnovo, som blev betragtet som et " Ny Konstantinopel ", blev landets vigtigste kulturelle knudepunkt og centrum for den østlige ortodokse verden.
Imperiet bidrog til Den Gyldne Horde, en efterfølgerstat til det mongolske imperium i det 13. til 14. århundrede.   Efter kejser Ivan Alexanders død i 1371 blev Bulgarien delt i tre lande og faldt i de følgende årtier under osmannernes dominans. I 1393 blev Tarnovo, efter belejring, erobret af det osmanniske rige og i 1396 blev Vidin (Бъдин) rige besejret. Efter den osmanniske erobring emigrerede mange bulgarske gejstlige og lærde til Serbien, Valakiet, Moldavien og russiske fyrstedømmer, hvor de introducerede bulgarsk kultur, bøger og hesykasme (no)-ideer.

## Kort
- Grundlæggelsen af Asparuh i 681
- Største territoriale udbredelse under Simeon den Store
- Under brødrene Peters og Asens regeringstid
- Efter Ivan Alexanders død